# 5e régiment de tirailleurs sénégalais
Le 5e Régiment de Tirailleurs Sénégalais (ou 5e RTS) est un régiment français.

## Création et différentes dénominations
- Avant 1926 : 1er régiment de tirailleurs sénégalais du Maroc
- 1926 : création du 5e RTS au Maroc par changement d'appellation du 1er RTSM[1],[2]
- 1940 : dissolution[réf. nécessaire][3]
- 1943 : reconstitution du 5e régiment de tirailleurs sénégalais[4]
- 1958 : dissolution, devient 65e régiment d'infanterie de marine en Algérie

## Chefs de corps
- 1935 : colonel Augier[2]

## Historique des garnisons, combats et batailles du5eRTS

### Guerres coloniales et Seconde Guerre mondiale
Le régiment participe à la guerre du Rif, ou le sous-lieutenant Pol Lapeyre avec une section de 40 hommes occupant le fortin de Beni-Derkoul fut assiégé à partir du 16 avril 1925 par 2 000 Rifains et après soixante et un jours de siège, à bout de résistance et ne pouvant être secouru, Lapeyre, le 14 juin, « submergé par le flot ennemi, a fait sauter son poste, ensevelissant la garnison sous les ruines plutôt que de se rendre ».
Ne comptant plus qu'un bataillon depuis 1934, le 5e RTS part pour Sfax en Tunisie en 1935. Le 2e bataillon du 18e RTS devient le 2e bataillon du 5e. Il participe à la construction de la ligne Mareth.
En 1940 il tient la ligne Mareth en Tunisie.

### De 1945 à nos jours
Le régiment combat pendant la guerre d'Algérie.

## Insigne
Rondache à une ancre chargée, d’une étoile verte au sigle 5e RTS sur fond rouge.

## Personnalités ayant servi au régiment
- Jacques Massu, au 5e RTS dans les années 1930[9]
- Henri Muller (1900-1944), résistant français, Compagnon de la Libération.
- Boubacar Traoré, à partir de 1932